# مراد الزاوي
مراد الزاوي (مواليد 23 أبريل 1980) هو ممثل مغربي، بدأ مسيرته الفنية عام 2004. وشارك في مجموعة من الأفلام والمسلسلات المغربية والأجنبية.

## سيرته الذاتية
ولد مراد الزاوي في منطقة عين السبع في الدار البيضاء في المغرب، في 23 أبريل 1980. وهو الابن الأكبر بين ولدين ولدا لمصطفى وخديجة الزاوي.
بعد حصوله على درجة البكالوريوس في التواصل التجاري من مدرسة ليسيه البيليا بالدار البيضاء عام 1999، انتقل إلى مدينة نيويورك لدراسة اللغة الإنجليزية في كلية كوينز. وهناك اكتشف شغفه بالمسرح والسينما.
ولكن في عام 2002، تم تشخيص إصابة والد مراد بسرطان الرئة، وعندها عاد مراد إلى المغرب لرعاية والده وتولى أعمال عائلته في تصنيع الأحذية. بعد وفاة والده عام 2004، قرر مراد متابعة حلمه في أن يصبح ممثلاً.
في عام 2005، عندما كان يبلغ من العمر 25 عامًا، تم اختيار مراد للعب دور البطولة في فيلمه الطويل الأول، انهض يا مغرب. أثبت دوره السينمائي الأول أنه كان تجربة صعبة، إذ تعرض مراد لإصابات جراء حادث دراجة نارية قبل التصوير مباشرة، بالإضافة إلى إصابته بالتهاب الزائدة الدودية أثناء التصوير. على الرغم من هذه العقبات الأولية، واصل مراد مسيرته التمثيلية، وانتقل إلى التمثيل في أكثر من 60 مشروعًا سينمائيًا وتلفزيونيًا في المغرب وحول العالم.
عندما لا يمثل، يستمتع مراد بركوب الأمواج والأزياء ورياضات السيارات وفنون الدفاع عن النفس.

## أعماله

### السينما
- 2006 : انهض يا مغرب (Wake-up Morocco)، فيلم لنرجس النجار، الدور الرئيسي.
- 2008 : الكراب، فيلم بوليسي من إخراج علي المجدوب وإنتاج نبيل عيوش.
- 2008 : الخط الأحمر، فيلم بوليسي لابراهيم الشكيري.
- 2009 : رجال من طين (Les hommes d'argile)، فيلم مغربي-بلجيكي-فرنسي للمخرج مراد بوسيف.
- 2009 : حراش، لاسماعيل العراقي.
- 2009 : قنديشة، لجيروم كوهن-أوليفار.
- 2010 : وليدات كازا، لعبد الكريم الدرقاوي.
- 2013 : ولدت في مكان ما (Né quelque part)، لمحمد الحاميدي.
- 2014 : ساجا، الرجال الذين لا يعودون أبدا (SAGA, l'histoire des hommes qui ne reviennent jamais)، لعثمان الناصري.
- 2015 : رهان التوابل (Un pari pimenté)، فيلم لمحمد الكغاط.
- 2016 : المسيرة الخضراء، لمخرجه يوسف بريطل.

### أفلام قصيرة
- 2013 : شعلة، مع أنس الباز وهشام حجي.

### التلفزيون
- 2006 : لابريكاد، سلسلة بوليسية لعادل الفاضلي
- 2009 : WCN، مع فرقة هوبا هوبا سبيريت لهشام العسري
- 2009 : مي تاجة، لعبد الحي العراقي
- 2010: هادي والتوبة، لرشيد حمان
- 2011: أنا نورا أولا، لهشام العسري
- 2011 : الما والشطابة حتال قاع البحر، لسعيد فيركلي
- 2015: تاريخنا فخرنا

## وصلات خارجية
- مراد الزاوي على موقع IMDb (الإنجليزية)
- مراد الزاوي على موقع ألو سيني (الفرنسية)
- مراد الزاوي على موقع أول موفي (الإنجليزية)
- مراد الزاوي على موقع قاعدة بيانات الفيلم (الإنجليزية)
- مراد الزاوي على موقع كينوبويسك (الروسية)
- Aujourd'hui Le Maroc, interview du 09 janvier 2009
- Marocmix.com le portail des stars
- Aujourd'hui Le Maroc, article du 27 juin 2008